# Берестейщина
Бересте́йщина — український етнокультурний край у середній течії річки Західний Буг. Розташована між річками Західний Буг, Прип'ять, Ясельда та Нарва. Сьогодні входить до складу Берестейської області Білорусі, охоплює її центральну, південну та західну частини. Центром є місто Берестя. Складається з двох історичних земель — Берестейської та Турово-Пінської. Також назва Берестейщина часто ототожнюється з Берестейським воєводством, утвореним зі східних земель колишньої Берестейської землі. Берестейщину історично також вважали Поліссям.
У межах сучасної Берестейської області Білорусі корінне українське населення охоплює Березівський, Берестейський, Дорогичинський, Жабинківський, Іванівський, Кам'янецький, Кобринський, Малоритський, Пинський, Столинський райони повністю, Івацевицький район на південь від Поліської розмежувальної лінії та південно-західну частину Лунинецького району. Загальна площа Берестейщини — 31,2-32,3 тис. км².

## Назва
Інші назви Берестейщини — Берестейська земля, Берестейська волость, Берестійщина, Брестщина, Берестейський край, Полісся.

## Історія

### Передісторія
З середини I тисячоліття до нашої ери балто-слов'янська спільнота розпадається на балтів і слов'ян, між якими на Берестейщині на початку другого тисячоліття нашої ери в районі XI-XIV століть до часу повного підкорення поступово утворюється мовно-етнічне розмежування приблизно по річці Прип'яті та її лівій притоці Ясельді (відоме як Поліська розмежувальна лінія). Поблизу цього розмежування виявлено понад 20 археологічних культур, які датуються з IV тисячоліття до н. е. до моменту виникнення Київської Русі. На південь від Поліської розмежувальної лінії до 14 століття нашої ери включно, мешкали слов'яни, а на північ — балти. До XII століття до нашої ери на території майбутньої Берестейщини була поширена Тшинецька культура, з 12-го століття по середину IV століття до нашої ери — лужицька культура, з середини 4-го століття до нашої ери по II століття включно нашої ери — слов'янська зарубинецька культура. Час та обставини появи на терені волинян у різних дослідників різняться. За одними, волиняни з'являються в регіоні у IV—VI століттях й входили до дулібсько-волинянського племінного об'єднання. За Ярославом Ісаєвичем у VII—IX століттях тут мешкало плем'я дулібів. За Володимиром Сергійчуком з VIII століття на заході Берестейщини проживали племена волинян, а на сході — деревляни. За іншими дослідниками, в південній Берестейщині до IX століття мешкали племена племінного союзу ятвягів, проте пізніше тут почали освоюватися спочатку дреговичі, потім, у IX—XIV століттях значно інтенсивніше, волиняни, північна межа колонізації яких обмежувалася Біловезькою пущею, річкою Ясельдою та Пинськими болотами.

### У складі Київської Русі
За правління Володимира Великого (978—1015) Полісся, Волинь і Підляшшя увійшли до складу Київської Русі. У руських літописах вперше починають згадуватися поліські міста: Турів у 980 році, Берестя у 1017—1019 роках, Пинськ у 1097. Основну загрозу регіону становило балтійське плем'я ятвягів, які здійснювали походи на своїх сусідів. У 981—983 рр. у письмових джерелах зафіксована перша їхня поразка, яку завдав їм Володимир Великий за грабежі на Поліссі. У період входження регіону до складу Київської Русі виникає назва Берестейська земля, якою називали волость з містами Берестям і Дорогичином. Під час першого поділу держави на удільні князівства Володимиром Великим Берестейська земля відійшла до Турово-Пінського князівства, яке саме підпорядковувалося київським князям. Зі зростанням феодальної роздробленості Берестейське та Дорогичинське князівства стають незалежними чи напівзалежними від Володимира. Ними правлять власні князі: Ярослав Ярополчич, Святополк Мстиславич, Мстислав Ізяславич, Василько Ярополчич. У 988—1015 роках удільним Турово-Пинським князівством правив князь Святополк Володимирович (Окаянний).

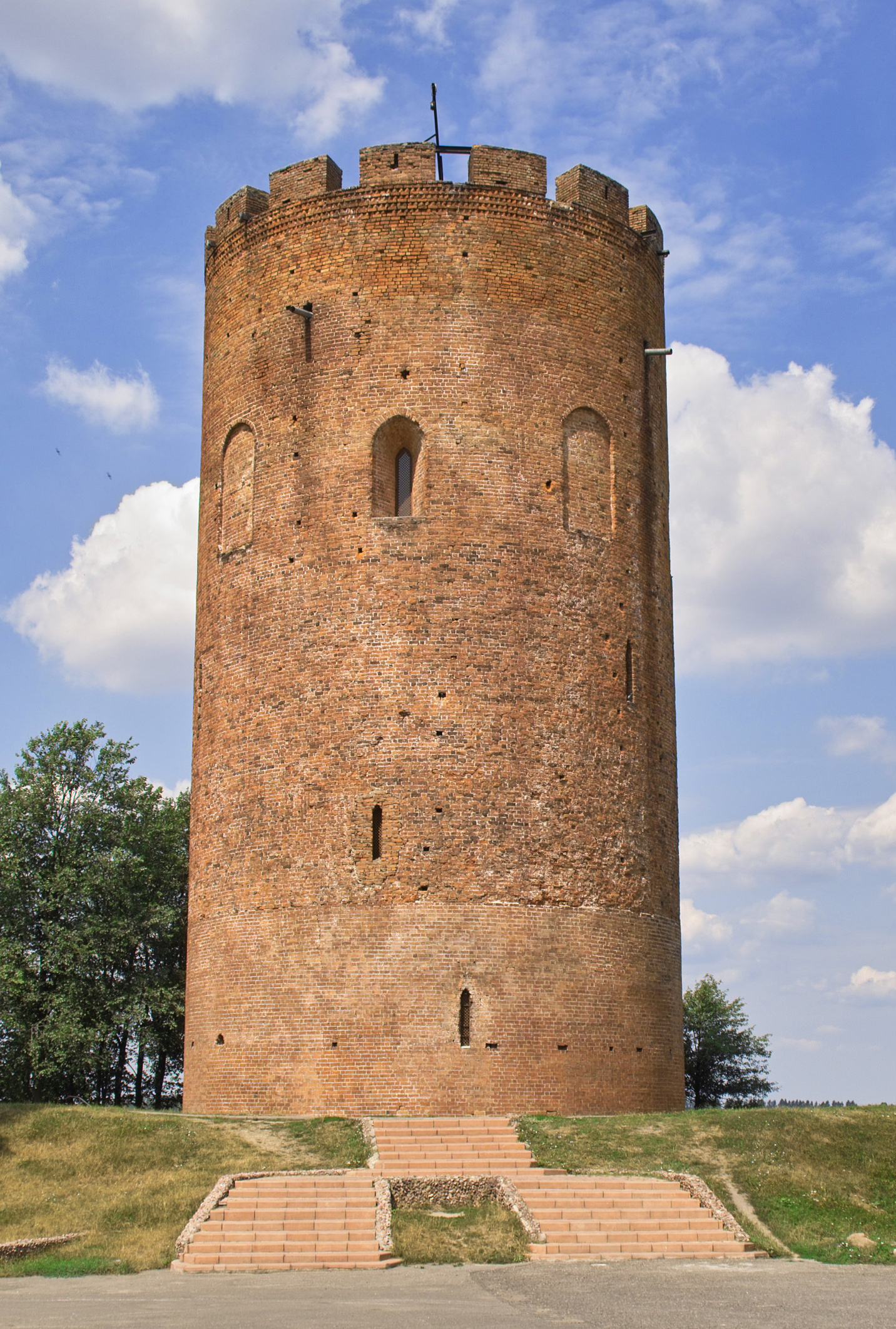
Кам'янецька вежа — один з символів давнього Волинського князівства та сучасної Берестейщини.

1020 року Берестя захопив король Польщі Болеслав Хоробрий, проте вже в 1022 році місто відбиває Ярослав Мудрий. У 1087—1157 роках Берестейська земля входила до складу Турово-Пінського та, пізніше, Волинського князівства. У 1120-х роках на Берестейщині відбувалися бойові дії між руським військом Володимира Мономаха і ятвягами. У 1116—1118 роках князь Володимир Мономах покарав мінського князя Гліба Всеславовича за спустошення Полісся.
У 1199 році князь волинський Роман Мстиславич утворює Галицько-Волинське князівство, до якого крім Волині та Галичини входить Берестейська та Дорогичиська землі, а Турово-Пінське князівство потрапляє під його протекторат. 1210 року Берестя захопили Конрад Мазовецький і Лешек Краківський, проте 1213 року руське військо Данила Галицького повертає місто. У цей час на Полісся та Підляшшя стали активно здійснювати напади лицарі-хрестоносці, які припинилися після розгрому їхнього війська Данилом Галицьким у 1237—1238 роках під Дорогичином. Почастішали також напади на Полісся ятвягів та литовців. У 1227—1228 роках поблизу Берестя був розгромлений ятвязький загін Стегута Зібровича, а самого Стегута вбив волинський воєвода Шелв. На початку 1244 року поблизу Пинська військо Данила Галицького перехопило та розгромило литовський грабіжницький загін Рушковича. У 1247 році на Поліссі розгромлений литовський загін Лугвена.
У 1251—1253 роках руський король Данило Галицький дарував половцям хана Тегака землі на Берестейщині, для захисту північної Волині від нападів ятвягів та литовців. Кочовики заснували там 40 поселень й зберігали свою ідентичність до початку XVI століття. Після занепаду Руського королівства і приєднання Волині в XIV столітті ці поселення утворили окрему Половецьку волость у складі Берестейського повіту.
У 1262 році руське військо, очолюване князем Васильком Романовичем, оточило і розгромило литовський загін на озері в Неблі в Пинському князівстві. У 1280 році польський збройний загін пограбував десять сіл у Берестейській землі, проте був розбитий утричі меншим загоном воєводи Тита.
З міркувань захисту регіону на Поліссі та Підляшші проводиться активне будівництво та відновлення оборонних укріплень — у Бересті, Дорогичині, Мельнику, Більську, за наказом волинського князя Володимира Васильковича будівничим Олексою засноване нове місто Кам'янець. У 1213 році в Галицько-Волинському літописі щодо Берестейської землі вжита паралельна назва Україна: «Даниїлу же возвратившуся к домови і єха з братом, і прия Берестій, і Угровеськ, в Верещин, і Комов, і всю Україну».

### У складі Литово-Руської держави
Взимку 1315—1316 років литовська армія на чолі з Гедимином пішла походом на Галицько-Волинське князівство, який закінчився приєднанням частини Берестейської землі до складу Великого князівства Литовського. У 1320 році князь Гедимин знову йде війною на Галицько-Волинське князівство, під час якої гине князь Володимир. Берестейська земля увійшла до складу Литви ймовірно в 1320-х роках, за правління в останній Витеня, або ж Гедиміна. Точна дата приєднання Берестейщини до Литви невідома й у різних дослідників різниться, проте є свідчення, що берестейські воєводи припинили згадуватися серед інших волинських воєвод з 1318 року. У 1340-х роках у Бересті управляв литовський князь Кейстут, на Волині — Любарт, у Пинську — Наримунт-Гліб.

Берестейське воєводство на мапі Великого князівства Литовського (1569—1792).

1349 року під час польсько-литовської війни за галицько-волинську спадщину Берестейщину ненадовго захоплює польський король Казимир III. 1351 року польсько-угорське військо здійснює ще один безуспішний похід на Берестейщину. У 1366 році за договором литовського князя Ольгерда з поляками Берестя з волостю відійшли Кейстутові. 1379 року Берестя спалили тевтонські лицарі. У 1382 році Берестя в облогу взяв польський князь Януш Мазовецький. 1390 року Берестя отримує магдебурзьке право. У 1397 році Берестя спустошують тевтонські лицарі. 
У 1404—1519 роках у складі Великого князівства Литовського існувало удільне Кобринське князівство, яке належало князям Кобринським, потомкам князя Ольгерда. У 1463 році Берестя спалило військо кримських татар, очолюване Менглі-Гіреєм. 1503 року татари здійснили похід на Полісся, проте були розбиті на Прип'яті поблизу Давид-Городка слуцьким князем Семеном. Того ж 1503 року військо татар здійснило ще один похід на Полісся, під час якого розбило військо пинського князя Ф. Ярославича. У 1521—1522 роках після смерті пинського князя Ф. Ярославича Пинським князівстом заволодіває польська королева Бона, а в 1527 році князівство ліквідується. У 1521 та 1526—1527 роках татари здійснили ще два походи на Полісся. Під час останнього 26-тисячна армія зруйнувала Пинськ і взяла великий ясир, проте була розгромлена під Ольшаницею князем Костянтином Острозьким, внаслідок чого з полону було звільнено від 40 до 80 тисяч осіб.

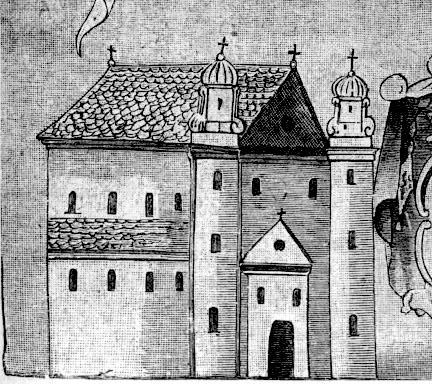
Церква святого Миколая у Бересті — місце проголошення Берестейської унії. Малюнок XVIII століття.

Спочатку Берестейська земля входила до складу Троцького воєводства, з 1520 року — до Підляського. У 1566 році Берестейська та Пинська землі входять до складу новоутвореного Берестейського воєводства, північна межа якого проходила по Поліській розмежувальній лінії. Воєводство складалося з Берестейського та Пинського повітів. Під час люблинського унійного процесу 1569 року між Польщею та Литвою берестейські та волинські представники ратували за долучення Берестейщини разом з рештою українських земель до Польщі. 1596 року в Бересті на церковному соборі була підписана Берестейська унія, за якою створювалася греко-католицька церква.

### Козаччина і українська національно-визвольна боротьба 1648—1676 років
Жителі Берестейщини активно долучалися до Війська Запорозького та козацьких повстань. Зокрема, десятки прізвищ козаків з найбільших населених пунктів Берестейського воєводства трапляються в реєстрі 1581 року учасників Лівонської війни. У 1595 році під час повстання Наливайка в околицях Пінська двічі побувала козацька армія.
Не оминула Берестейщину й національно-визвольна боротьба українського народу 1648—1657 років. У вересні 1648 року після появи в околицях Берестя невеликого козацького загону почалося повстання в Бересті, внаслідок якого було повалено шляхту та заявлено про приєднання до української козацької держави. У жовтні 1648 року повстало населення Пінська, яке оборонялося три дні і завдало польсько-литовській армії Януша Радзивілла значних втрат. Також відбулися повстання в Турові, Янові, Кобрині. Повстання в Бересті було придушене лише в січні 1649 року польським військом на чолі з гетьманом литовським Радзивіллом, місто було захоплене і сильно спустошене. У 1649 році в Бересті відбулося ще одне повстання, під час якого загинуло 2 тис. жителів міста. Після польської окупації міста полковник Війська Запорізького Думинський організовував у Бересті за вказівкою Хмельницького підпільну повстанську мережу доки не був арештований влітку 1651 року та згодом страчений.
До Берестейського воєводства звертався з універсалами та опікувався справами Пінщини Богдан Хмельницький. У 1655—1659 роках до складу Гетьманщини входив Пінсько-Турівській козацький полк, центром якого було місто Давид-Городок у Пінському повіті. Полковниками пинськими були А. Небаба (загинув у жовтні 1648 року під час оборони Пінська), Іван Богдашевич (війт Давид-Городка, проголошений полковником у 1650 році в Давид-Городку), Костянтин Виговський. 1657 року пінська шляхта, очолювана Лукашем Єльським, проголосила про своє входження до Гетьманщини. За договором від 16 жовтня 1657 року між Богданом Хмельницьким та шведським королем Карлом X Берестейське воєводство повинно було цілком увійти до складу козацької держави.
У 1658—1660 роках на Поліссі діяв козацький загін полковника Василевича, дещо згодом болотними літниками проходив загін Кургана. 1663 року в селі Болота Берестейського повіту відбулося селянське повстання. У 1664—1666 роках на Поліссі діяв повстанський селянсько-козацький загін полковника Василевича. У 1670—1678 роках у селі Плотниця Пинського повіту тривала конфесійна збройна боротьба.

### XVIII—XIX століття
1707 року шведські війська спустошують низку населених пунктів Полісся, зокрема, Берестя, Пинськ та Кобринь. У 1765—1789 роках на Поліссі споруджено канал Огинського, а у 1775—1794 роках — Дніпровсько-Бузький канал. У 1768—1773 роках у селах Крощинка і Добрянка в Берестейській економії (Підляшшя) відбулися селянські повстання. 1791 року були утворені Кобринський і Запинський (пізніше Пинсько-Зарічнянський) повіти.

Фрагмент з етнографічної мапи Олександра Ріттіха, на якому зображені північно-західні межі українців, 1875 рік.

Після другого поділу Польщі 1793 року Пинськ і Писький повіт входять до складу Мінської губернії Російської імперії, а в 1795 році внаслідок третього поділу Польщі Берестя та Берестейський повіт включені спочатку до Слонімської, а з 1794 року — до Литовської губернії Російської імперії. 1801 року до новоствореної Гродненської губернії приєднані Берестейський, Кобринський, Більський і частково Пружанський повіти. Під час французько-російської війни 1812 року біля Берестя і Кобриня відбулася низка боїв. 1831 року в Пинському повіті відбулося польське повстання. У 1848 році в Кобринському повіті відбулося селянське заворушення.
У 1860-х роках Полісся двічі відвідав український етнограф Павло Чубинський. У 1871—1872 роках почали діяти Поліські залізниці. У 1873—1898 роках у рамках меліорації боліт Полісся працювала Західна (Поліська) експедиція. З 1880-1890-х років на Берестейщині почав організовуватися український театр. Наприкінці XIX — у першій половині XX століття на Берестейщині мешкало від 800 тисяч до 1 мільйона українців. Українськість краю засвідчена в численних згадках, наукових працях, етнічних і мовних мапах XIX—XX століть, а також переписом населення Російської імперії 1897 року.

### XX століття
У 1905—1907 роках на Поліссі, як і у всій Російські імперії, відбулися революційні виступи: робітничі страйки у Бересті, Пинську, Лунинці, солдатські виступи, селянські заворушення, серед яких — картопляний бунт у Пружанському повіті. Водночас на Берестейщині активізувалася українська просвітницька діяльність. 1905 року в селі Кобиляни Берестейського повіту була заснована бібліотека-читальня імені Тараса Шевченка. У 1905—1914 роках у Бересті діяв Онопрій Василенко (Охрім Варнак), організатор українських культурних подій та засновник українського самодіяльного театру. У 1911 році в Пинську пройшов збір коштів на пам'ятник Тарасові Шевченку у Києві.
У 1914 році Державна дума Російської імперії ухвалила рішення долучити західну частину Берестейщини до складу Холмської губернії Південно-Західного краю.
У 1915—1918 роках Полісся і Волинь по лінії Барановичі — Пинськ — Камінь-Каширський зайняли німецькі війська, чимало мирного населення евакуювалося на схід, у далеку глибину Російської імперії. У 1915—1918 роках спочатку в Білій Підляській, згодом у Бересті видавався український тижневик «Рідне слово». У 1916 році в Бересті була заснована одна з перших філій «Просвіти» на Поліссі. Наприкінці липня 1917 року в містечку Дивині пройшла перша конференція вчителів українських початкових шкіл.

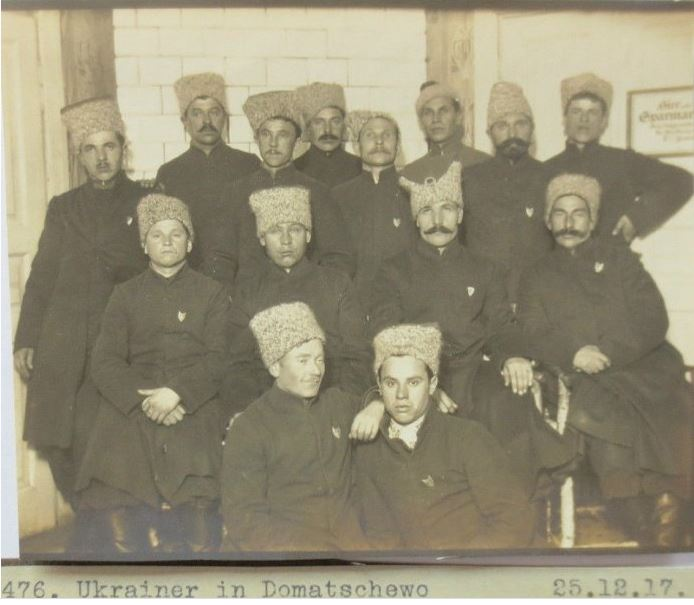
Вояки першої української дивізії синьожупанників Армії УНР в Домачеві на Берестейщині. 25 грудня 1917 року.

За Берестейським миром, підписаним 9 лютого 1918 року, Берестейщина, Холмщина і Підляшшя увійшли до складу Української Народної Республіки. У березні 1918 року в складі УНР утворене Холмське губерніальне староство (губернія), адміністративним центром якого стає Берестя. Старостою став Олександр Скоропис-Йолтуховський. За влади Павла Скоропадського на Поліссі також було утворене Поліське староство у складі Української Держави. Планувалося включити Берестейський, Пинський та Кобринський повіти до складу Волинської губернії. У цей час у Бересті губерніальний комітет з освітніх справ, очолюваний Т. Олексіюком, заснував українознавчі курси для вчителів Полісся, було відкрито декілька сот сільських шкіл з українською мовою викладання, налагоджено видавничу справу, у Бересті діяло товариство «Просвіта». Загалом планувалося відкрити 320 українських шкіл. Український культурний рух в 1917—1918 роках охоче фінансово підтримувала й українська влада. 1918 року в Бересті поставлена «Наталка Полтавка» Івана Котляревського. 1 грудня 1918 року в Бересті пройшов установчий з'їзд «Просвіти». Постали осередки «Просвіти» в містечку Чернавчицях і в Кобрині. У 1918 році в Бересті виходили українські періодичні видання «Мир», «Вісник Холмського губерніального староства», виданий «Український буквар» Андрія Савчука, у 1919 році у вийшов «Просвітній український календар».
У виданому в Лозанні 27 червня 1916 року на Конгресі поневолених народів Меморандумі представників Білорусі південна білоруська межа лежала північніше Берестя. Білоруські діячі не включали до своєї етнічної території Берестейщину до 1918 року, коли почалися переговори про розмежування між УНР і БНР.

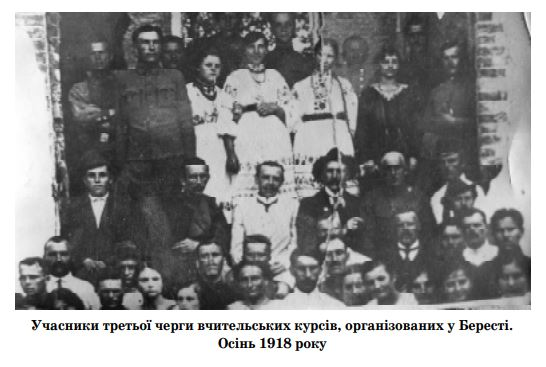
Українські вчительські курси в Бересті. Осінь 1918 року.

Після відступу німців у Кобрині формується організація «Поліська Січ», вдалося створити лише Кобринський курінь. Восени 1918 року більшовики підняли повстання в районі Лунинця, Дубровиці та Сарн, до яких незабаром приєдналися регулярні частини Червоної армії з Білорусі. 2 січня 1919 року німецьке командування передало управління на території Полісся крайовому комісарові УНР в Бересті. 2 лютого 1919 року на Берестейщину увійшли польські війська. Спочатку поляки захопили Берестейську фортецю, згодом Берестя, далі — Пінськ і Лунинець. Після окупації регіону польська влада арештувала проукраїнських діячів та членів української адміністрації (зокрема Олександра Скорописа-Йолтуховського). У 1920 році для утримання полонених бійців УГА польська влада відкриває в Бересті концентраційний табір. Того ж 1920 року в Бересті відбувається створення української дивізії генерала Безручка.

#### Міжвоєнний період

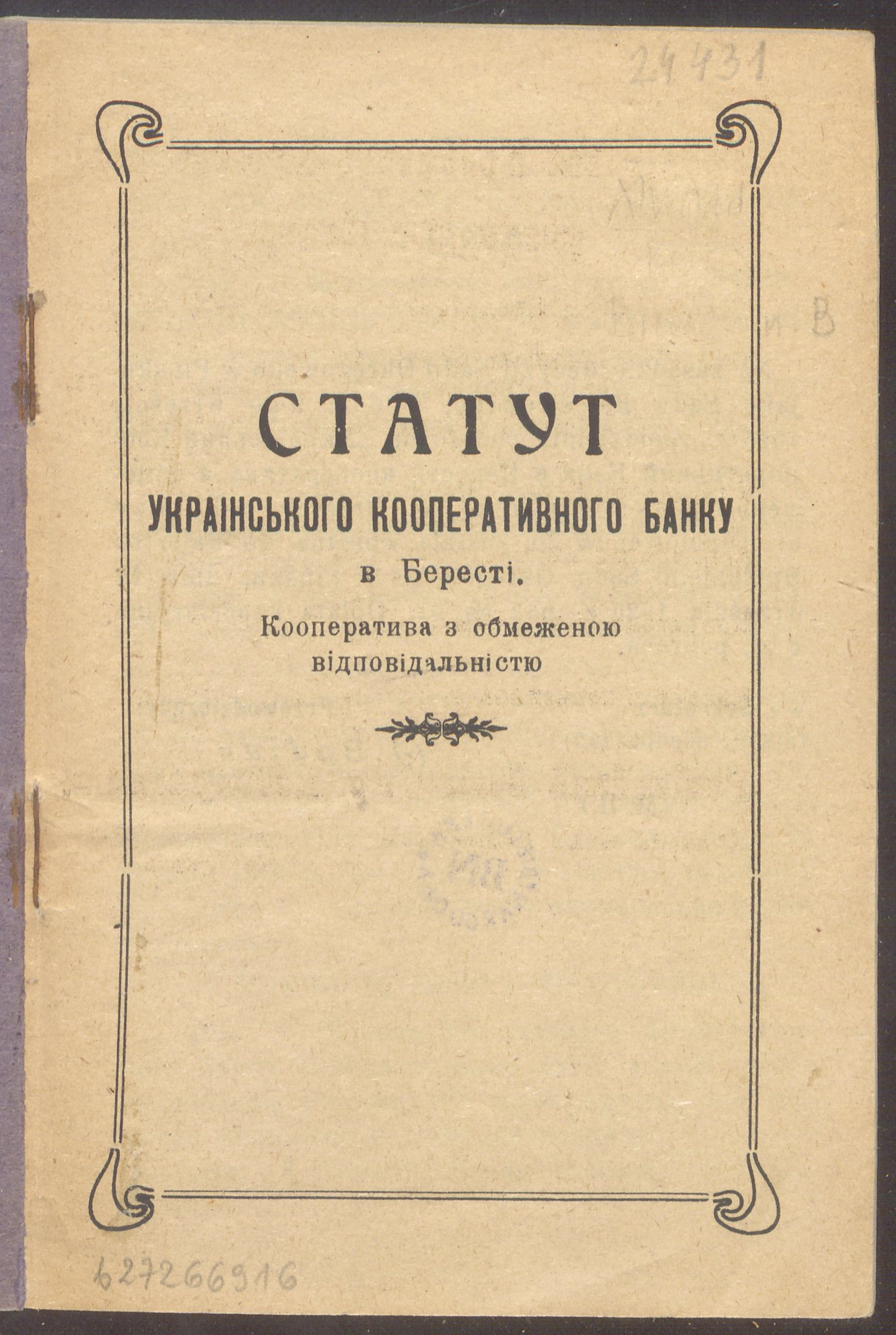
Статут Українського Кооперативного Банку в Бересті. 1925 рік.

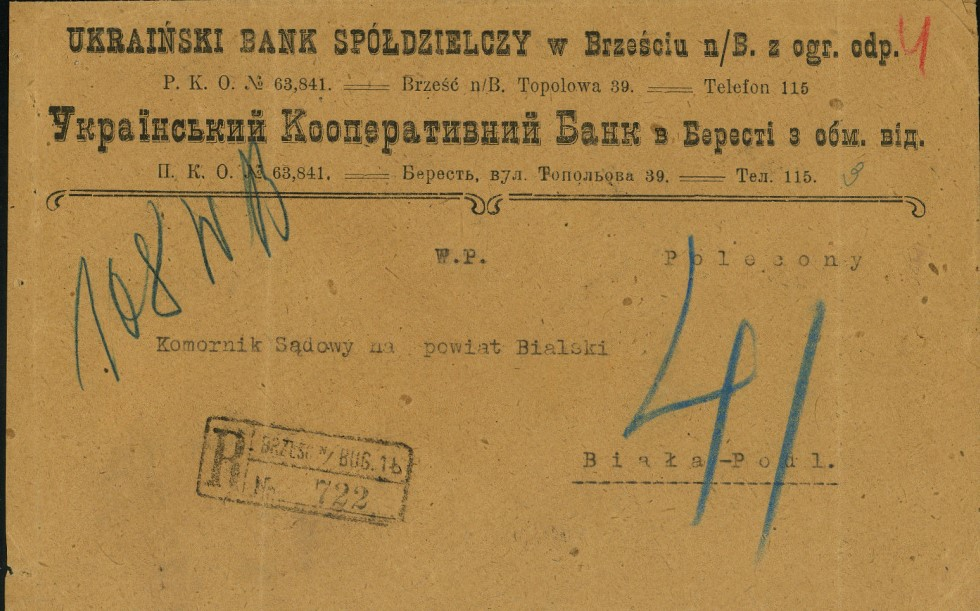
Конверт Українського Кооперативного Банку в Бересті. 1920-ті роки.

Поліське воєводство

За Ризьким миром 18 березня 1921 року Берестейщина, як і вся Західна Україна, увійшла до складу Польщі. Згодом було утворене Поліське воєводство з центром у Бересті. Під час проведення перепису населення Польщі в 1921 році українців краю записували білорусами, незалежно від думки самих опитуваних, внаслідок чого частка українців порівнюючи з попереднім переписом впала до 63 808 осіб (6,6 %). Польська влада розглядала білорусів нездатними становити небезпеку для центральної влади. Водночас населення Західного Полісся історично мало низьку національну свідомість. На перших виборах до Сейму Польщі в 1922 році від Поліського воєводства було обрано трьох українських депутатів: Василя Дмитріюка, Сергія Хруцького та Івана Пастернака.
Попри залежне становище українських земель, у 1922—1935 роках на Поліссі активно діяли українські організації. У Бересті працювали філії Українського народно-демократичного об'єднання, Українського виборчого комітету Холмщини, Підляшшя, Волині та Полісся, Сельсоюзу, Сельробу, Волинського українського об'єднання, Союзу українок, успішно діяла відкрита 1 вересня 1924 року українська семирічна школа імені Олекси Стороженка. У 1923 році жителі Полісся вдалися до масового бойкоту польських шкіл. У Пінському повіті в польські школи пішло лише 5-7 % дітей шкільного віку. У 1920—1930 роках у регіоні значну роль відігравав український кооперативний рух.
У березні 1923 році в Бересті відновила свою діяльність «Просвіта», яку очолив Василь Дмитріюк. Серед інших очільників «Просвіти» — Павло Артем'юк і Володимир Криницький. У селах регіону налічувалося 120 осередків «Просвіти», з них 56 у Берестейському повіті та 44 у Кобринському. У 1928 році в Поліському воєводстві діяло 112 філій «Просвіти» (1601 особа), а в 1929 році — вже 127 (1754 особи). Завдяки діяльності «Просвіти» постійно проводилися загальноосвітні та кооперативні курси, на яких навчалися сотні молодих активістів, у селах діяли театральні трупи берестейської та кобринської «Просвіт», які ставили твори класики української драматургії. У грудні 1923 року в селі Дмитровичах Берестейського повіту почав діяти осередок товариства «Рідна Хата». У 1926 році принаймні 480 сіл Поліського повіту надіслали звернення до польської влади з проханням відкрити українську школу: 34 — у Берестейському повіті, 37 — у Дорогичинському, 39 — у Кобринському, 4 — у Столинському. До 1929 року на Поліссі «Просвіта» заснувала 127 бібліотек-читалень.
Костек-Бєрнацький, воєвода Поліського воєводства, у таємному листі до Міністерства внутрішніх справ Польщі, лютий 1937 року
Втім, влада Польщі не полишала спроб посилити свій вплив у регіоні. Українців Полісся починають офіційно називати новим терміном «тутейші», на державному рівні проводиться колонізація (осадництво) краю поляками, здійснюються руйнування православних храмів і військова пацифікація сіл, у Березі створено концентраційний табір для політичних ув'язнених. У 1925—1926 роках 98,6 % початкових шкіл у Поліському воєводстві були польськими. Право на створення українських шкіл серед інших безуспішно відстоювали діячі «Сельробу». 1 червня 1932 року через тиск польських можновладців було закрито 30 бібліотек-читалень «Просвіти на Поліссі», а наступного року — всі інші, окрім єдиної в Бересті. Було також закрито більшість гуртків цієї організації. У другій половині 1930-х років польська влада ухвалює рішення повністю ліквідувати діяльність українських організацій на Поліссі — закриває школу імені Олекси Стороженка, забороняє в 1935 році «Просвіту», а голову «Просвіти» Павла Артем'юка ув'язнюють у концтаборі в Березі. Попри заборону, «Просвіта» продовжувала нелегально діяти до 1938 року.
Однак дії польської влади посилили натомість позиції підпільних організацій — ОУН та КПЗБ. КПЗБ у цей час визнавала, що більшість тодішнього населення Поліського воєводства було українськомовним. 3-4 липня 1933 року у Кобринському повіті відбувся спровокований КПЗБ селянський збройний виступ, який був придушений польською поліцією. В околицях Янова виникають парамілітарні українські організації «Вовки» (у липні 1937 року, 25 членів) та «Поліське лозове козацтво» (у січні-лютому 1939 року, 500 членів), безпосереднім наступником яких стала Українська повстанська армія.

#### Друга світова війна
У вересні 1939 року відповідно до пакту Молотова — Ріббентропа СРСР і Німеччина розділили між собою територію Польщі, яка зазнала повної поразки від німецької армії. Попри український національний характер регіону, Полісся було приєднане до БРСР. Кордон між УРСР і БРСР прокладено не за етнічною білорусько-українською межею, а за адміністративною межею між Волинським і Поліським воєводствами з частковим випрямленням шляхом приєднання до УРСР Камінь-Каширського повіту та окремих сіл Кобринського і Дорогичинського повітів. Рішення не враховувало думку місцевого населення та було ухвалене винятково на основі адміністративної належності регіону в складі попередніх держав (Берестейське воєводство перебувало в складі Великого князівства Литовського, а Гродненська та Мінська губернії у Віленському генерал-губернаторстві Російської імперії). Радянське керівництво в останньому начебто посилалося на висновки ректора Білоруського університету Володимира Пічети. Проти цього рішення в Бересті, Кобрині та Пінську відбулися демонстрації жителів цих міст з проханням включити ці землі до складу УРСР. Серед місцевого населення збиралися підписи за приєднання до України. Водночас до Львова на Народні збори Західної України вирушила депутація Полісся, якій однак більшовики відмовили у праві взяти участь у заході чи надати допомогу. Тоді депутація Полісся на чолі із Семеном Городчуком вирушила до Москви, де їм також відмовили в обговоренні цього питання. Питання входження Поліського воєводства до України підтримав й голова уряду УРСР Микита Хрущов, проте Сталін відхилив його звернення. Активно за приєднання Берестейщини до БРСР ж виступав перший секретар ЦК Компартії Білоруської РСР Пантелеймон Пономаренко. Україна внаслідок такого поділу зазнала значних демографічних, територіальних і економічних втрат.
4 грудня 1939 року замість Поліського воєводства створені Берестейська та Пінська області БРСР. Після приєднання краю до БРСР більшовицька влада почала його деукраїнізацію — у паспортах усіх жителів регіону вписувалася національність «білорус», закриваються українські школи, відділи «Просвіт» та інших українських організацій, арештовуються українські діячі, здійснюються спроби створення колгоспів. Водночас здійснюється білорусифікація і паралельно впроваджується російська мова. Прикладом такої політики були дії завідувача Кобринського повітового відділу освіти Гобермана, який проводив «викорчовування петлюрівських недобитків», влаштувавши в українські школи натомість випускників з Мінська. Тільки в ніч з 17 на 18 червня 1941 у Берестейському та Кобринському повітах НКВС арештувало 30 українських учителів. Загалом з вересня 1939 року до лютого 1941 року в приєднаних до БРСР областях було арештовано з політичних міркувань 822 українці.
Попри те, що в 1940 році нова влада запровадила в Берестейській області 747 білоруських шкіл, 58 шкіл поки що залишалися українськими. Незабаром кількість українських зменшилася до 30 проти 799 білоруських, 77 російських, 56 польських і 21 єврейської. В умовах більшовицької окупації на Берестейщині розгорнув діяльність підпільний український рух опору.
Під час німецької окупації в серпні 1941 року німецька влада включила Берестейщину до генеральної округи Волинь новоствореного Райхскомісаріату Україна (Берестейський, Пінський, Кобринський, Столинський ґебіти). Німецька влада встановила жорсткий окупаційний режим на території краю.
З приходом німців з Берестейської тюрми випустили засуджених за політичними мотивами членів ОУН Григора Шварка (село Болото), Леонтія Кватерука (місто Кобринь), Василь Пархотика (с. Здишів), Войтика (с. Дивин) та Юліана Шумінського (с. Жабинка), які відтак беруть участь у створенні українських комітетів, які намагалися взяти в руки національне й економічне життя населення. Так, у Бересті Український комітет очолили Олександр Гнатів (голова), Іван Микита (заступник) та Володимир Криницький (секретар). Членами комітету були: Іван Кобилко, Борис Олесіюк, Василь Яців та Петро Шалунчак. Українські комітети виникають також у Кобрині, Янові, Дорогочині, Пінську та Столині. Ці комітети — органи українського самоврядування здійснили велику роботу з відродження національної освіти, добившись відкриття шкіл, у яких рідною мовою викладали історію та географію України.
У цей час у Бересті, Пінську, Кобрині, Янові, Дорогичині та Столині діють філії Українського допомогового комітету, відкриваються українські школи. Виходять українські газети — «Наше слово» (Берестя), «Пінська газета» (Пінськ). 2 липня 1942 року в Пінську пройшов перший собор українського православного єпископату, за яким відновлювалася Українська православна автокефальна церква. У лютому 1943 року на території Берестейської області діяло 159 українських шкіл.
У регіоні активно діяло українське підпілля. Керівником Берестейського окружного проводу ОУН був Зиновій Савчук («Шварц», «Олександр»). Провід ділився на надрайони:
- Берестейський («Круча»), включав Берестя, Берестейський і Малоритський райони, провідник — Михайло Березовський («Євген»);
- Кобринський («Лан»), охоплював Кобрин, Кобринський, Пружанський, Картуз-Березівський, Дивинський та Антопільський райони, провідник — Арсен Клиновий («Шах»);
- Пінський («Степ»), включав Пінськ, Пінський, Лунинецький, Логишинський, Жабинківський, Іванівський і Дорогичинський райони, провідник — «Вірний», пізніше «Влас»;
- Столинський, охоплював Столинський, Давидгородоцький, Висоцький та Іванівський райони.

У 1941 році в центральній частині Полісся виникла «Поліська Січ Української повстанської армії» на чолі з Тарасом Бульбою-Боровцем. А в жовтні 1942 року поблизу Дивина формується перша сотня УПА, очолювана військовим референтом ОУН північно-західних земель Сергієм Качинським («Остапом»). Берестейщина входила до воєнних округ «Турів» (західна Берестейщина) і «Заграва» (східна) територіальної групи УПА-Північ. У 1942—1944 роках оперативний відділ штабу УПА-Північ очолював Микола Омелюсик. До зони активності УПА належала вся територія Берестейщини.
Водночас діяли більшовицькі партизанські загони, здебільшого сформовані з військовополонених і втікачів з німецьких таборів, та польське підпілля. Обидві групи були ворожими щодо українського визвольного руху та українського населення.
У 1942—1943 роках німці здійснюють низку значних репресивних заходів щодо українців регіону — знищено десятки сіл, вбито тисячі мешканців, зокрема, у 1943 році в Бересті розстріляно діячів Гайового, Тарасюка, В. Пантелевича, у Кобрині — В. Пархотика, Й. Сацевича, Сороку. Деякі з активістів були вбиті німцями за польськими доносами.
Відділам УПА доводилося вступати в сутички як з німцями, так і з більшовицькими загонами, які грабували мирне населення. Так значні бої відбулися 15-16 червня 1943 року біля села Вечовця (Пинщина), 21 вересня 1943 року в селі Леликовому, 25, 26 та 31 жовтня 1943 року в селі Самановому. Наприкінці 1944 року в Берестейській області діяло 120 загонів УПА по 7–10 осіб, у Пінській — 114 загонів по 25-500 осіб. У Дивинському районі до 1944 року кількість бійців УПА становила майже 3 тисячі осіб.
У 1944—1946 роках на території Білорусі члени ОУН провели 2384 диверсійні акти проти представників окупаційної більшовицької влади, внаслідок чого загинуло 1012 осіб. У 1944 році українські підпільники підірвали в Пінську клуб з партійними зборами більшовиків. У 1945 році українські повстанці вбили 50 працівників НКВС, 8 офіцерів Червоної армії, 28 рядових і сержантів Червоної армії та військ НКВС, 171 партійно-радянського активіста, 298 цивільних осіб.
Водночас більшовицькі каральні органи в 1944—1946 роках вбили 3766 українських повстанців і ще 19 050 заарештували. У квітні 1947 року знищений Пінський надрайонний провід, а в травні-червні 1948 року — Берестейський. Останній бій УПА на Берестейщині відбувся в березні 1952 року між повстанською групою І. Сікори та підрозділом КДБ на Одрижинських хуторах в Іванівському районі, внаслідок якого повстанці загинули. У 1953 році поблизу Кобриня був знейтралізований ще один підрозділ повстанців.

#### Післявоєнний період
Після повторно встановлення радянської влади в 1944 році Берестейщину знову приєднали до БРСР, продовжилася антиукраїнська політика — закривалися останні українські школи, заборонялася українська самоідентифікація, а місцеві українські діячі переслідувалися зі звинуваченнями у співпраці з німецькою окупаційною владою чи зв'язках з ОУН/УПА. Зі Східної Білорусі та Росії на Полісся почали прибувати переселенці, розпочалася примусова колективізація. Проводячи політику білорусифікації краю, сама Білорусь водночас зазнавала поступової русифікації. У 1952 році радянська влада репресувала ще низку українських діячів і провела операцію з виселення «куркулів» краю до Казахстану.
1954 року Берестейська та Пинська області об'єдналися в одну Берестейську область. Тоді ж до складу Берестейської області включена частина ліквідованої Барановицької області. У 1945—1991 роках у БРСР було видано низку праць, у яких намагалися пояснити наявність українського населення (яке водночас не вважалося білоруськими дослідниками автохтонним) в Берестейської області як наслідок міграцій сюди в другій половині XIX століття.

### Після 1990 року
На початку 1990-х років з демократизацією на Берестейщині пожвавився український культурно-освітній рух. 18 лютого 1990 року в Бересті засноване Українське громадсько-культурне об'єднання Берестейської області, яке виступало за надання українцям краю статусу національної меншини та збереження української культури. У квітні 1991 вийшов перший номер газети «Голос Берестейщини». У 1991—1996 роках виходила газета «Голос Берестейщини». З 1994 року почала діяти громадська організація «Просвіта Берестейщини», яка з 1996 року видавала в Бересті українську газету «Берестейський край». У Бересті, Кобрині та Малориті з'явилися осередки «Просвіти». У 1996 році у Львові вийшов «Словник Берестейщини» Володимира Леонюка, присвячений українській історії, культурі, етнографії та особистостям краю. З 1996 у Берестейському державному університеті діяв кабінет україністики, викладалася історія України, українська мова та література, працювала студентська спілка «Берегиня». У 2002 році в Бересті було встановлено пам'ятник Тарасові Шевченкові.
Видання Української діаспори Берестейської області
Втім, й після здобуття незалежності влада Білорусі продовжила репресії проти українців Берестейщини. У другій половині XX століття в Білорусі з'явилися теорії про ятвязьке походження поліщуків (спростована науковими дослідженнями) і про українськомовних білорусів на Поліссі. У 1990 році в Кобрині білоруська міліція з україноненависницькими вигуками («Бейте этих бандеровцев! Пусть убираются к себе на Львовщину!») напала на активістів Українського громадсько-культурного об'єднання, коли ті продавали на вулиці українську пресу. На початку 1990-х років під час свого виступу у Верховній Раді Білорусі зробив декілька випадів проти Українського громадсько-культурного об'єднання Берестейської області голова комітету держбезпеки Білорусі Едуард Ширковський. Білоруська влада в 1990-х роках закидала активістам, які боролися за права українців Берестейщини, звинувачення в сепаратизмі. Репресивні заходи білоруської влади проти корінного українського населення часто схвалює й білоруська опозиція. Водночас офіційна влада України з політичних міркувань не докладає ніяких зусиль з підтримки українського населення Берестейщини.
Про повну заборону українського руху на Берестейщині попередньо повідомив в одному зі своїх виступів перед мінським парламентом керівник КДБ Білорусі Віктор Шейман, заявивши, що КДБ не допустить білоруського Косова на Берестейщині. 7 квітня 1999 року президент Білорусі Олександр Лукашенко на телебаченні заявив, що в Бересті начебто відбудеться українсько-польський з'їзд, на якому буцімто буде висунута вимога надати Берестейщині автономію. Після цього білоруською владою був заборонений і вилучений з бібліотек «Словник Берестейщини» (виданий у 1996 році), заборонене Українське громадсько-культурне об'єднання Берестейської області, у 1999 році заборонена організація «Просвіта Берестейщини імені Тараса Шевченка» і ліквідована українська газета «Берестейський край». Наприкінці 1998 року було ліквідоване Кобринське культурно-просвітнє товариство.
Попри репресивні дії влади та позицію багатьох білоруських дослідників, у деяких сучасних білоруських працях національний склад та історія Берестейщини розглядається об'єктивніше («Алас гісторыі Беларусі ад старажытнасці да нашых дзён», 2004).

## Адміністративна історія
- з 1019: Київська Русь, Київське князівство, Берестейська земля.
- з 1080: Київська Русь, Пінське князівство, Берестейська земля.
- з 1170: Київська Русь, Волинське князівство, удільне Берестейське князівство.
- з 1238: Галицько-Волинське князівство, Волинське князівство, удільне Берестейське князівство.
- з 1320: Велике князівство Литовське, Троцьке князівство, Берестейська земля.
- з 1413: Велике князівство Литовське, Троцьке воєводство, Берестейська земля.
  - У 1387–1519: Кобринське князівство
- з 1566: Велике князівство Литовське, Берестейське і Підляське воєводства.
- з XVIII ст.: Велике князівство Литовське, Берестейське воєводство, Берестейський повіт.
- з 25 грудня 1795: Російська імперія, Слонімське намісництво, Берестейський повіт (за результатами третього поділу Речі Посполитої).
- з 12 грудня 1796: Російська імперія, Литовська губернія, Берестейський і Кобринський повіти
- з 28 серпня 1802: Російська імперія, Гродненська губернія, Берестейський і Кобринський повіти
- з 14 вересня 1917: Російська Республіка, Гродненська губернія, Берестейський і Кобринський повіти
- з 7 листопада 1917: Російська РФСР, Гродненська губернія, Берестейський і Кобринський повіти
- з 7 червня 1919: Цивільне правління (Польська Республіка), Берестейський округ, Берестейський повіт.
- з 19 лютого 1921: Польська Республіка, Поліське воєводство, Берестейський повіт
- з 2 листопада 1939: Білоруська РСР (за результатами німецько-радянського поділу Польщі).
- з 4 грудня 1939: Білоруська РСР, Берестейська область.
- з 1 серпня 1941: Німецька імперія, Округа Білосток, Більський крайскомісаріат (Північна Берестейщина).
- з 1 вересня 1941: Німецька імперія, Райхскомісаріат Україна, Генеральна округа Волинь-Поділля, Берестейський і Кобринський ґебіти (Південна Берестейщина).
  - У складі УПА: Північно-західні українські землі (ПЗУЗ), Західний край, Берестейська округа, надрайони Берестя і Кобрин[117]
- з 1944: Білоруська РСР, Берестейська область
- з 25 серпня 1991: Білорусь, Берестейська область

### У складі незалежної України (1917—1919 роки)
- За часів УНР: Підляшшя (м. Берестя — адміністративний центр)
- За часів Української Держави: Волинська губернія (до 15 листопада 1918 р.), Холмська губернія (з 15 листопада 1918 р., м. Берестя — адміністративний центр)

## Населення

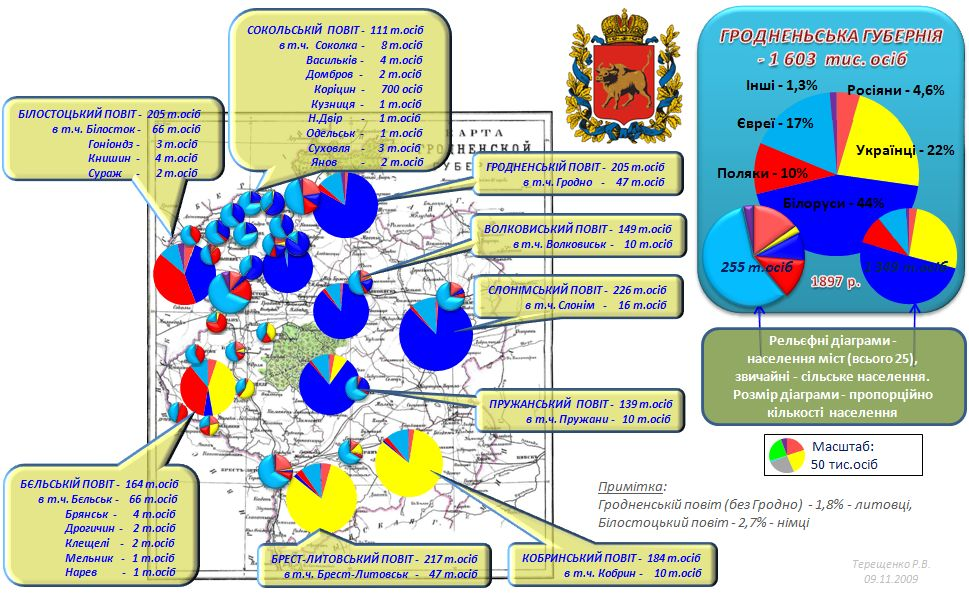
Згідно з переписом населення 1897 року українці складали національну більшість у Берестейському і Кобринському повітах Гродненської губернії.

Корінним (автохтонним) населенням Берестейщини є українці. За переписом Російської імперії 1897 року більшість населення Берестейщини вказало своєю рідною мовою українську мову: у Берестейському повіті — 140 561 особа (64,4 %), у Кобринському повіті — 146 789 осіб (79,6 %). Рідна мова населення повітів Берестейщини наприкінці XIX століття:
| Рідна мова населення Берестейського повіту (1897) | Рідна мова населення Берестейського повіту (1897) | Рідна мова населення Берестейського повіту (1897) |
| Мова                                              | Кількість, осіб                                   | Частка                                            |
| ------------------------------------------------- | ------------------------------------------------- | ------------------------------------------------- |
| українська                                        | 140 561                                           | 64,4 %                                            |
| єврейська                                         | 45 397                                            | 20,8 %                                            |
| російська                                         | 17 759                                            | 8,1 %                                             |
| польська                                          | 8 515                                             | 3.9 %                                             |
| білоруська                                        | 3 997                                             | 1,8 %                                             |
| Разом                                             | 218 432                                           | 100 %                                             |

| Рідна мова населення Кобринського повіту (1897) | Рідна мова населення Кобринського повіту (1897) | Рідна мова населення Кобринського повіту (1897) |
| Мова                                            | Кількість, осіб                                 | Частка                                          |
| ----------------------------------------------- | ----------------------------------------------- | ----------------------------------------------- |
| українська                                      | 146 789                                         | 79,6 %                                          |
| єврейська                                       | 25 307                                          | 13,7 %                                          |
| російська                                       | 5 746                                           | 3,1 %                                           |
| польська                                        | 4 148                                           | 2,2 %                                           |
| білоруська                                      | 1 563                                           | 0,8 %                                           |
| Разом                                           | 184 453                                         | 100 %                                           |

Розподіл населення за мовою у Берестейському та Кобринському повітах разом у 1897 році:
| Мова       | Осіб, тис. |
| ---------- | ---------- |
| українська | 287,4 тис. |
| єврейська  | 70,7 тис.  |
| польська   | 12,7 тис.  |
| білоруська | 5,6 тис.   |

«Гроденськая губернія» (ймовірний автор — Павло Бобровський), 1863 рік
Українськість краю засвідчена в численних згадках, наукових працях, етнічних і мовних мапах XIX—XX століть. Зокрема за працею українського мовознавця Костянтина Михальчука 1872 року, українською мовою розмовляло населення всього Кобринського, Берестейського, майже всього Пружанського, Південного Кута Слонімського, частини Більського, південної смуги Білостоцького повітів Гродеської губернії, Пинського та частини Мозирського повітів Мінської губернії. Російський військовий статистик Олександр Ріттіх у своїй роботі «Племенной состав контингентов русской армии и мужского населения Европейской России» 1875 року засвідчив таку частку українців серед призовників повітів: Берестейського — 85,5 %, Бобринського — 90,2 %, Пружанського — 86,5 %, Пинського — 81,6 %, Мозирського — 10,6 %.
Оскільки Берестейщина за часів входження до Російської імперії належала до «смуги осілості», значну частку населення міст і містечок краю становили євреї. Крім євреїв та українців, в міських поселеннях також проживало багато поляків, росіян і білорусів.
В 1917 році населення краю писало до Центральної Ради листи з проханням приєднати їх до України. Одним з таких є лист археолога Гната Бичка-Машка:
"Генеральному секретареві внутрішніх справ. Прошу звертати увагу на то, що поляки хочуть "самоопределити" до свого королевства Берестинську землю. Нихто так, як поляки, завши кричали, що рдорвали на куски їх рідний край. І тепер тиї сами поляки хочуть одобрати кусок тіла України. Якої вони мають право? Може там, в Берестинській землі, живе більш людей їх нації? Ні, там живе поляків тілько жмінька. Мні которий родився там, добре звісно, що всі сільськи люде теї землі — україньці. Мова у їх волиньсько-українська. Тілько пани і добрий процент міських людей (католіків) говорять на польській мові. Тиї же міськи католіки розуміють українську мову і говорять з україньцями по україньському. А де-якиї семьї і до гетиї пори в дома говорять по україньському. Єсть і в сьолах католіки, но вельми їх мало; рідна їх мова — україньська. По польську не всі вміють говорити. Я і мої товариши, біженьці з Берестинської землі, просимо Генеральний Секретаріят не дозволити того, щоб наш Рідний Край достався полякам. Просимо ми за тих нищясних біженьців, котори живуть в Калужській губерні і ждуть чясу, щоб можна було вернутись до дому, на свою рідну Україну, а не в Польщу. Бути підбаним Польщи — борони, Боже. Ще там довго будуть керувати тілько одни пани, як вони до гетиї пори керують в Галиції. Ми просимо Генеральний Секретаріят не оставити нас; просимо приняти наш Край до Великої України. Просимо тепер же включити Берестинський і Кобриньський повіти Гродиньської губерні, а также частину Більського, Пружаньського і наветь невелику частину Слонімського повіту, де є більшість населення україньська. 
Наставнік Иллукетекої учительської семинарії, учений археолог Гнат Явтухів Бичко-Машко. <...> Свой лист написав на своїй рідній мові".
Під час проведення перепису населення Польщі в 1921 році українців краю записували білорусами, незалежно від думки самих опитуваних. Водночас населення Західного Полісся історично мало низьку національну свідомість, внаслідок чого під час наступного перепису, що відбувся 1931 року, більшість населення (700 тис. осіб) вказало своєю рідною «тутейшу» мову. Як зразок дій польської влади, Володимир Кубійович наводить випадок, коли під час проведення перепису 1921 року за рішенням влади Кобринського повіту була задана польська національність населення повіту, проте вже наступний перепис (1931) цей польський анклав у Кобрині не зафіксував. Населення Поліського воєводства за національністю (1921) та за мовою (1931) за переписами Польщі:
| Національність / мова | 1921     | 1921    | 1931     | 1931    |
| Національність / мова | тис. ос. | %       | тис. ос. | %       |
| --------------------- | -------- | ------- | -------- | ------- |
| «тутешня»             | 36,8     | 4,9 %   | 707,1    | 62,3 %  |
| польська              | 191,5    | 25,6 %  | 164,4    | 14,5 %  |
| єврейська             | 80,4     | 10,7 %  | 113      | 10,0 %  |
| білоруська            | 361,5    | 48,4 %  | 73,4     | 6,6 %   |
| українська            | 73,4     | 9,8 %   | 54,0     | 4,8 %   |
| російська             | 3,6      | 0,5 %   | 16,2     | 1,4 %   |
| інші                  | 0,3      | 0,1 %   | 2,1      | 0,2 %   |
| Разом                 | 747,5    | 100,0 % | 1 132,2  | 100,0 % |

Сьогодні чисельність корінного українського населення Берестейської області нараховує близько 1 млн осіб, воно становить більшість у Березівському, Берестейському, Дорогичинському, Жабинківському, Іванівському, Кам'янецькому, Кобринському, Малоритському, Пинському і Столинському районах, частково — у Ганцевицькому, Івацевицькому, Лунинецькому, Ляховицькому та Пружанському районах.

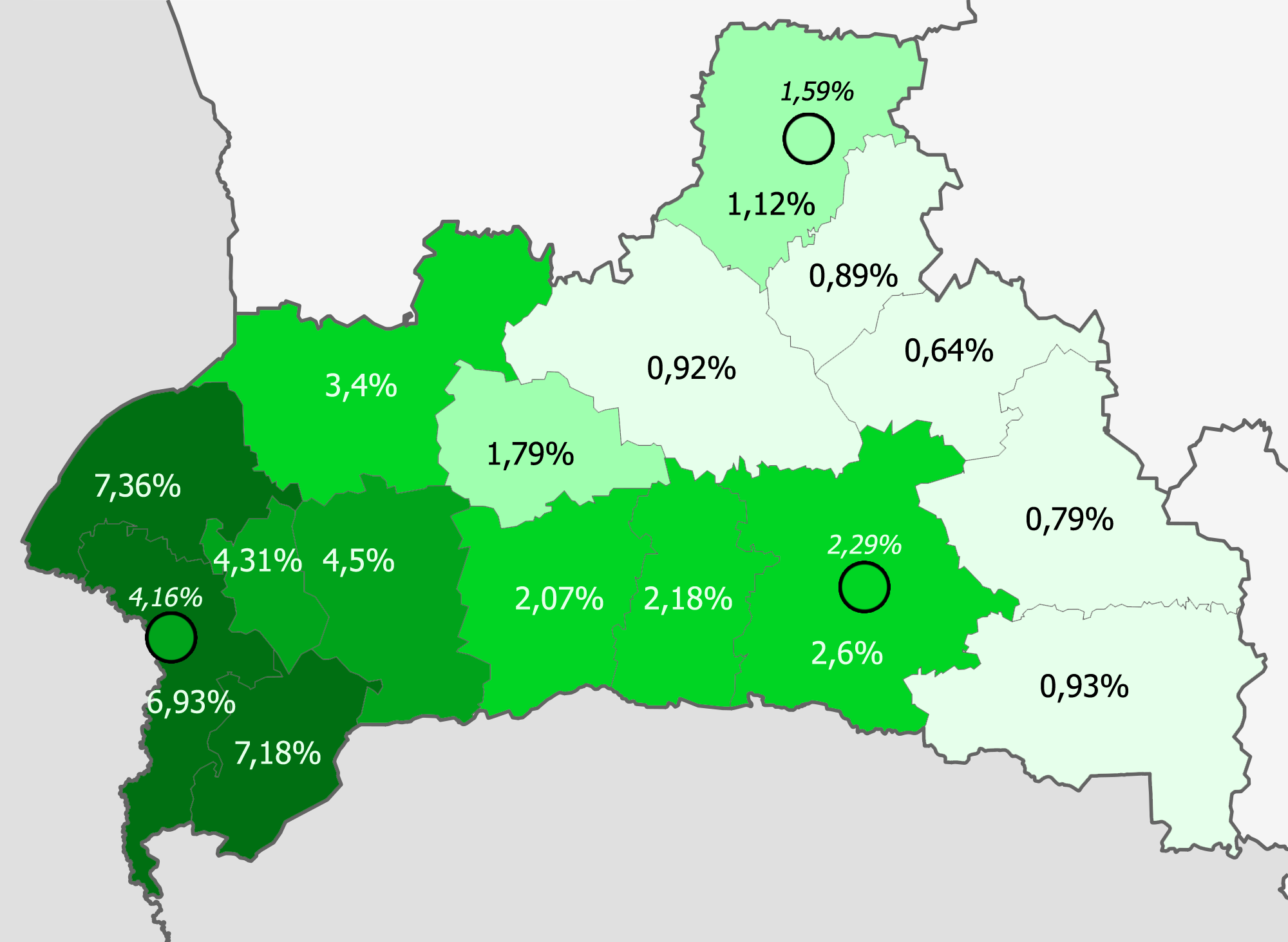
Українці в Берестейській області за даними перепису 2009 року

Офіційний перепис населення Білорусі 1999 року зафіксував у Берестейській області лише 57 111 українців (3,85 %), а 2009 року ще менше — лише 40 046 українців (2,86 %).
| Регіон               | Білоруси | Росіяни | Українці | Інші   |
| -------------------- | -------- | ------- | -------- | ------ |
| м. Берестя           | 82,13 %  | 10,67 % | 4,16 %   | 3,04 % |
| м. Малорита          | 87,52 %  | 5,56 %  | 6,21 %   | 0,71 % |
| м. Кобринь           | 87,28 %  | 7,71 %  | 3,26 %   | 1,75 % |
| м. Пинськ            | 89,98 %  | 5,78 %  | 2,29 %   | 1,95 % |
| Березівський район   | 90,8 %   | 5,7 %   | 1,8 %    | 1,7 %  |
| Берестейський район  | 83,0 %   | 8,1 %   | 6,9 %    | 2,0 %  |
| Дорогичинський район | 95,1 %   | 2,1 %   | 2,1 %    | 0,7 %  |
| Жабинківський район  | 88,6 %   | 5,5 %   | 4,3 %    | 1,6 %  |
| Іванівський район    | 95,5 %   | 1,8 %   | 2,2 %    | 0,5 %  |
| Кам'янецький район   | 83,2 %   | 6,7 %   | 7,4 %    | 2,7 %  |
| Кобринський район    | 87,9 %   | 6,1 %   | 4,5 %    | 1,5 %  |
| Малоритський район   | 88,3 %   | 3,7 %   | 7,1 %    | 0,9 %  |
| Пинський район       | 92,2 %   | 2,6 %   | 2,6 %    | 2,6 %  |
| Пружанський район    | 87,5 %   | 6,4 %   | 3,4 %    | 2,7 %  |

| Регіон               | Білоруська | Російська | Інші/не вказали |
| -------------------- | ---------- | --------- | --------------- |
| м. Берестя           | 2,7 %      | 94,1 %    | 3,2 %           |
| м. Пинськ            | 4,8 %      | 92,5 %    | 2,7 %           |
| Березівський район   | 28,8 %     | 67,9 %    | 3,3 %           |
| Берестейський район  | 13,7 %     | 83,8 %    | 2,5 %           |
| Дорогичинський район | 55,1 %     | 43,2 %    | 1,7 %           |
| Жабинківський район  | 15,1 %     | 81,3 %    | 3,6 %           |
| Іванівський район    | 57,6 %     | 41,9 %    | 0,5 %           |
| Кам'янецький район   | 17,6 %     | 80,2 %    | 2,2 %           |
| Кобринський район    | 15,7 %     | 79,1 %    | 5,2 %           |
| Малоритський район   | 28,1 %     | 68,6 %    | 3,3 %           |
| Пинський район       | 39,6 %     | 57,0 %    | 3,4 %           |
| Пружанський район    | 39,6 %     | 57,8 %    | 2,6 %           |

### Мова
Корінне населення Берестейщини розмовляє західнополіськими (берестейсько-пінськими) говорами української мови. За російським академіком Олексієм Шахматовим на історичних Підляшші і Берестейщині (Більський, Кобринський і Пружанський повіти) спілкувалися підляською говіркою української мови. За Йосипом Дзендзелівським, належність говірок Берестейщини до української мови ніколи не викликала у мовознавців сумнівів. Український характер краю зафіксований на багатьох етнографічних і лінгвістичних мапах XIX—XX століть.

### Антропологія
Антропологічно населення Полісся належить до карпатсько-дніпровської зони (білоруси ж належать до східнобалтійського типу) і, порівнюючи з білорусами, мають темнішу пігментацію очей і волосся, є нижчими, круглоголовішими, мають менші діаметром вилиці, пряміший ніс.

### Білорусизація та русифікація
БРСР і Білорусь протягом всього часу входження Берестейщини до цієї країни з 1939 року здійснює асиміляцію українців краю — заборонене викладання української мови, МВС Білорусі в особистих документах записує мешканцям області тільки білоруську національність, здійснюються заходи щодо фальсифікації історії. Білоруська влада не розглядає українців корінним народом Білорусі (проте вважає такими поляків, євреїв, литовців, росіян і циган), а берестейську говірку української мови на державному рівні називають «діалектом» білоруської мови. 
Поступово місцеве населення дедалі більше русифікується, українську мову виставляють менш вартісною від російської та мовою «націоналістів», вона все рідше передається від старшого покоління до молодшого. Часто білоруські мовознавці, визнаючи значні відмінності місцевих говірок від білоруської мови (як-от відсутність акання, цекання, дзекання та інші), класифікують їх як білоруські, або ж не вказують до якої мови вони належать взагалі. Білоруські фольклористи часто вдаються до плагіату, відомого як піснекрадство, — перекладають українські пісні Берестейщини білоруською мовою і оголошують їх білоруськими народними.

## Культура

### Архітектура

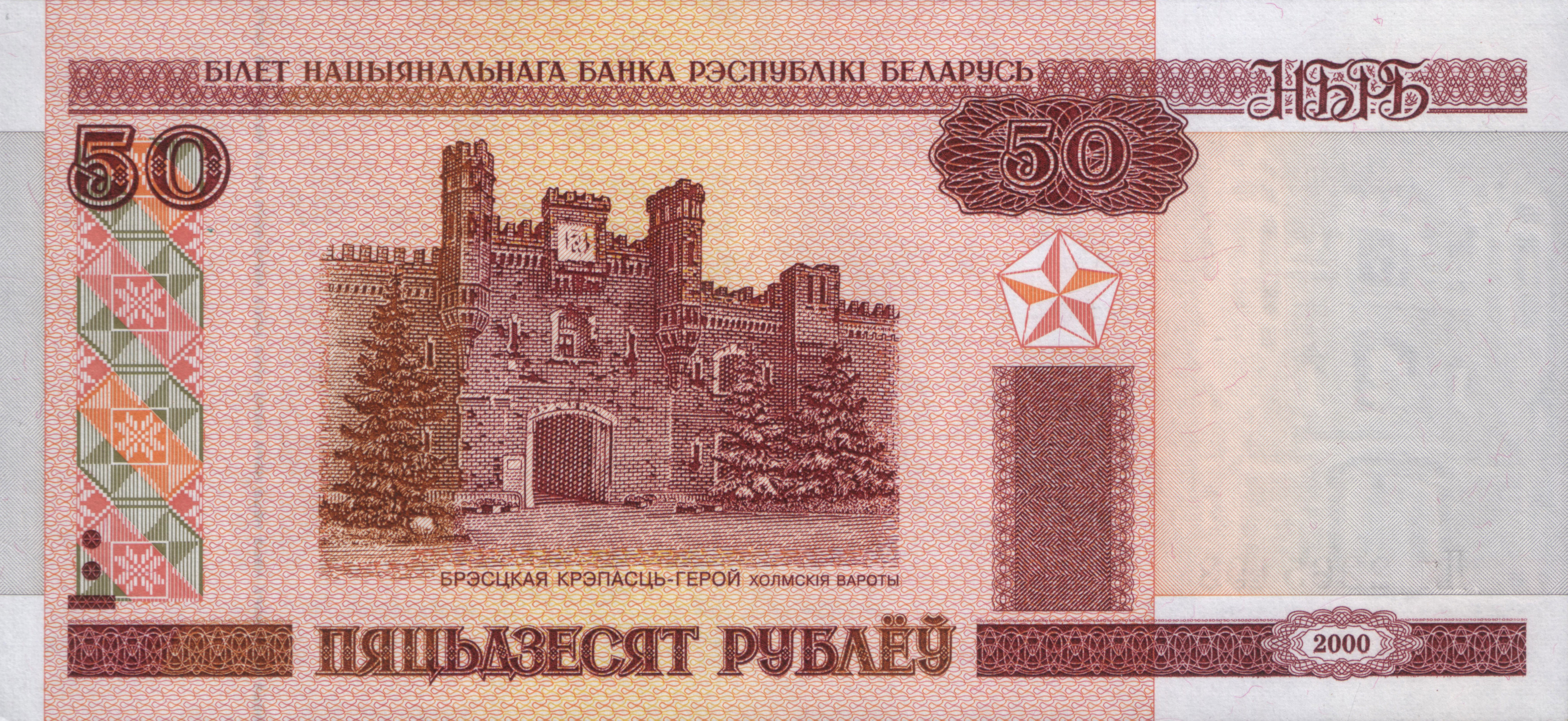
Холмська брама у Бересті. Білоруська банкнота у 50 рублів.

На Поліссі не залишилося до наших днів монументальних споруд часів Київської Русі, проте збереглася Біла Вежа в Кам'янці, збудована будівничим Олексою за часів входження Берестейщини до Галицько-Волинського князівства. Найстарішою церквою Полісся є Микитинська церква в селі Здітовому (Жабинківський район), збудована в 1430 році.

### Живопис
Найстарішими іконами Полісся є: «Богоматір Одигитрія Смоленська» (село Дубенець, Столинський район), «Богоматір Одигитрія Єрусалимська» (Пинськ), «Пробудження» (1648, Малорита), «Покров» (1649, Малорита), «Успіння» (1650, Малорита), «Параскева з житієм» (1659, село Бездіж, Дорогичинський район). У XVI столітті в Бересті був відомим маляр Андрій, у Пинську розмальовували палац князя Ф. Ярославича Новоша та Новошич, різьбар на дереві Ананія з Пинська створював роботи з помітним впливом доби Відродження.

### Театр
Початки українського театру на Берестейщині виникли під впливом діяльності театру корифеїв у 1880-1890-х роках. 11 квітня 1896 року в місті Пружани місцеві діячі зверталися до віленського генерала-губернатора з проханням заснувати український самодіяльний театр «з доброчинною метою», проте не отримали дозволу. У 1902—1914 роках у Бересті діяла самодіяльна трупа, яку очолював офіцер фортеці Онопрій Василенко і яка ставила твори Івана Котляревського, Івана Карпенка-Карого, Григорія Квітки-Основ'яненка, Марка Кропивницького. Згодом українські вистави стали проводитися і в інших населених пунктах — Березі, Кобрині та селах. 1918 року в Бересті місцевою трупою (Василь Дмитріюк, Бігунівна, Г. Дрозд, Прокоп) поставлена «Наталка Полтавка» Івана Котляревського, зібрані кошти пішли дитячому сиротинцю Туркевича. У 1925—1935 роках у багатьох селах Поліського воєводства з музично-хоровою і драматичною трупою організовував вистави український діяч Павло Артем'юк доки не був ув'язнений польською владою в концтаборі в Березі. Попри заборону українського життя після більшовицької окупації, 1968 року в Малориті був поставлений водевіль «Шельменко-денщик» Григорія Квітки-Основ'яненка.

## Освіта
1572 року князь Костянтин Острозький заснував у Турові та Давид-Городку початкові школи. 1591 року виданий королівський універсал на відкриття братської школи в Бересті. У 1614 році в Бересті закладений колегіум єзуїтів. На початку 1660-х років у пинській братській школі навчалося щороку близько 300 учнів. 21 листопада 1665 року після розгрому братської школи в Пинську було знищено фонд бібліотеки братської школи.

## Спекуляції

### «Ятвязький рух»

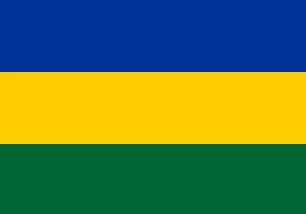
Прапор «Ятвязького руху». Зелена смуга символізує Полісся.

Товариство «Полісся», засноване в 1989 році в Мінську, висунуло концепцію про походження мешканців Полісся від ятвягів. Свої ідеї товариство поширювало в часописі «Збудінне». На думку дослідників метою цієї концепції є обґрунтування сепаратистської ідеї про окремий від українців і білорусів «західно-поліський народ» на Берестейщині, дезорганізація українського руху та створення сепаратистських настроїв на території північно-західної України.
Представники «ятвязького руху» робили наголос не на українськості, а на цілковитій окремішності місцевого населення як від білорусів, так і від українців. Провідником нового руху став Микола Шелягович, а ідеологічним рупором — газета «Збудінне», навколо якої згуртувалося коло місцевої інтелігенції, що займалося вивченням історії та етнографії рідного краю, намагалося створити на базі місцевих говірок нову літературну мову, якою видавалися прозові та поетичні твори, на кшталт такого:
| Оригінальний тест | Українська орфографія | Літературна українська мова                                                                                                  |
| --- | --- | --- |
| Знов быру былета до Янова На курjерський бырыстэйський поjізд Відаю, шо проводныця словом Знов поліським душу мні напоjіть... | Знов биру билєта до Янова На кур'єрський биристейський поїзд Відаю, шо проводниця словом Знов поліським душу мні напоїть... | Знов беру білета до Янова На кур'єрський берестейський поїзд Відаю, що провідниця словом Знов поліським душу мені напоїть... |

## Особистості

### Народилися на Берестейщині
- Афанасій Берестейський[1] (1597, Берестя, Велике князівство Литовське, Річ Посполита — 1648, Берестя, Велике князівство Литовське, Річ Посполита) — церковний діяч, борець за православну церкву, письменник-полеміст, святий Української православної церкви. Отримав духовну освіту в братській школі у Бересті та все життя підтримував Берестейське братство. Був ігуменом кількох монастирів на Берестейщині та Пінщині, та між іншим Берестейського Свято-Симеонівського монастиря. Користувався підтримкою київського митрополита Петра Могили, часто бував у Києві. Автор полемічно-біографічного твору «Діаріуш або список дій правдивих», одного з визначних творів свого часу. З початком Хмельниччини був заарештований польською владою та незабаром страчений. Вже через кілька десятиліть канонізований православною церквою.
- Казимир Лищинський[1] (1634—1689) — польський філософ-атеїст.
- Левчук Петро Михайлович (1889, Берестя, Гродненська губернія, Російська імперія — 1931) — старшина дієвої Армії УНР. З червня 1918 року — старший ад'ютант штабу Сердюцької дивізії Армії Української Держави. З 30 грудня 1918 року до 11 квітня 1919 року — начальник дислокаційної частини оперативного відділу штабу Дієвої Армії УНР. 19 травня 1919 року — делегований до польського командування у справі переговорів про перемир'я. З 17 липня 1919 року — член делегації УНР, очолюваної П. Ліпком, що проводила переговори з Польщею щодо спільних дій проти більшовицької Росії.
- Семенюк Степан (1895, Яремичі, Кобринський повіт, Гродненська губернія, Російська імперія — 1931, Яремичі, Кобринський повіт, Поліське воєводство, Польська Республіка) — український поет-аматор, популярний свого часу серед берестейського селянства. У своїх творах («Розумний», «Тяжка праця селян — руки й спина болять…» та ін.) відстоював право місцевої людності вважати себе українцями, а не білорусами, росіянами чи поляками, як того вимагала від них тодішня влада[150][151][152].
- Фальківський Дмитро Никанорович[1] (справжнє прізвище Левчук; 1898, Великі Лепеси, Кобринський повіт, Гродненська губернія, Російська імперія — 1934) — український поет, прозаїк, перекладач, сценарист, неосимволіст. Поезія Фальківського «Очерет мені був за колиску» стала відомою українською народною повстанською піснею[153]. До 1920 р. жив на Берестейщині, за часів Української Держави у 1918 р. закінчив курси українознавства у Бересті, працював учителем в українській школі в рідному селі. Розстріляний за вироком радянського суду за участь в «організації українських націоналістів». У Білорусі визнаний як «класик української літератури»[154].
- Леонюк Володимир (1932, Критишин, Дорогичинський повіт, Поліське воєводство, Польська Республіка — 2013) — український краєзнавець, громадський діяч, автор двотомного «Словника Берестейщини» — енциклопедії української присутності в регіоні протягом століть. Народився в селянській родині. В 1952-му році був заарештований радянською владою за збереження націоналістичних листівок та писання віршів українською мовою, а вся родина вислана до Казахстану. У неволі долучився до українського національного руху, майже 20 років провів у в'язницях та на засланні. По визволенні жив у Львові. У своєму «Словнику Берестейщини» (І том 1996, II том 2010, Львів), ретельно дослідив історію зв'язків між Україною та Берестейщиною від давніх часів аж до сьогодення[155].
- Федір Одрач (1912—1964) — український письменник.
- Іван Сидорук (1916-?) — український мовознавець, славіст.
- Остап Лапський (1926—2012) — український поет, лауреат Шевченківської премії.
- Наталка Бабіна (нар. 1966) — українська та білоруська письменниця в Білорусі.

### Пов'язані з Берестейщиною життям та працею
- Володимир Василькович (1249—1288) — видатний політик, дипломат та діяч культури часів занепаду Київської Русі, князь волинський у 1269—1288 рр. Намагаючись зберегти незалежність Волинського князівства від Орди, зміцнював найпівнічніші території Волині — будував фортеці у Бересті і Кам'янці (між іншим відому Кам'янецьку вежу). 2013-го р. канонізований Українською православною церквою як місцевошанований святий Волинського краю. Разом з Кам'янецькою вежею зображений на іконі кам'янецького художника Михайла Максимовича[156] та пам'ятнику Тисячоліття Берестя авторства берестейських майстрів Олексія Андріюка і Олексія Павлючука.
- Іпатій (Потій)[1] (1541—1613) — релігійний та громадський діяч, митрополит Київський, Галицький та всієї Руси у 1599-1613 рр. Уродженець Холмщини. Походив з відомого берестейського роду. Берестейський земський суддя і каштелян. Єпископ володимирський і берестейський, організатор Берестейського братства й один з організаторів Берестейської унії 1596-го року. У своїй діяльності користувався великою підтримкою Костянтина Острозького.
- Лаврентій Зизаній[1] (XVI—XVII століття) — мовознавець, письменник, перекладач, педагог, богослов і церковний діяч, активний учасник братського руху в Україні.
- Михайло Кричевський[1] (XVII століття) — козацький військовий діяч, полковник Чигиринського та Київського полку реєстрових козаків, наказний гетьман українського козацтва.
- Тадеуш Костюшко (1746—1817) — національний герой Польщі, борець проти російського поневолення. Походив з відомого українського берестейського православного роду[157][158]. Батько Тадеуша був берестейським мечником, серед інших родичів були берестейські міські писарі. З жіночого боку Костюшко був нащадком козацького полковника Семена Палія[159]. Хоча народився Тадеуш у маєтку Меречовщина на білоруській етнічній території, частина його дитячих та юнацьких літ промайнула в іншій родинній садибі, у Сіхновичах[be-tarask], на українській Берестейщині.
- Стороженко Олекса Петрович[1] (1806—1874, Тришин[be-tarask], Берестейський повіт, Гродненська губернія, Російська імперія) — український письменник, етнограф, драматург, дядько Дмитра та Левка Ревуцьких. Від 1868 р. до смерті живе у маєтку Тришин, яке отримав у спадок. Берестейський повітовий маршалок шляхти та голова з'їзду мирових посередників. Під час життя на Берестейщині працював над повістю «Марко Проклятий». Похований на Тришинському цвинтарі, яке зараз знаходиться у межах Берестя. У 20-х роках XX ст. могила Стороженка була впорядкована заходом берестейської української громади, а у 1924—1935 рр. у Бересті під піклуванням місцевої «Просвіти» діяла приватна українська семирічна школа імені Олекси Стороженка[160][161][162].
- Вейн Грецкі (1961, на прізвисько «Великий») — канадський хокеїст, центральний нападник, найкращий бомбардир за всю історію НХЛ. Дідусь Вейна, Терентій Грецький, емігрував до Канади з берестейського села Огдемер, а бабуся Марія родом з міста Підгайці. Мовою спілкування батьків Вейна Грецького була українська. В сім'ї його називали Іваном[163].

## Дослідження та згадки
Науковому дослідженню Берестейщини присвячена берестеїка — галузь українознавства про Полісся, сукупність звісток про Берестейщину.
Згадка про Берестейщину міститься у назві станції метро Берестейська в Києві. Сучасна станція (у 1971—1993 роках Жовтнева) розташована в районі колишнього Брест-Литовського проспекту (тепер проспект Берестейський), який прямує з Києва на Берестя.

## Галерея

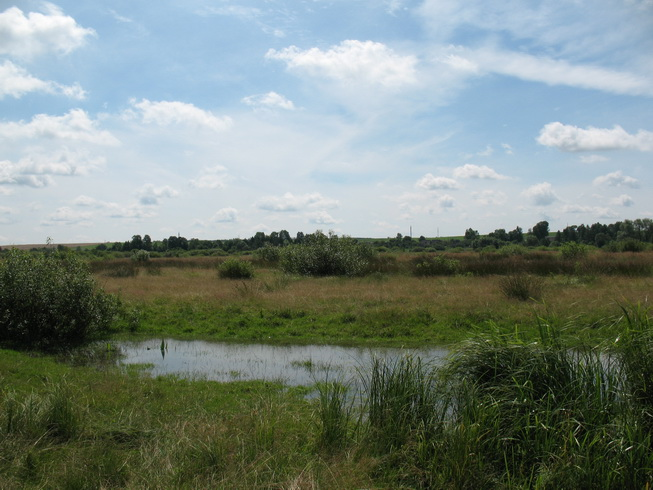
Вид на Загороддя з долини Ясельди
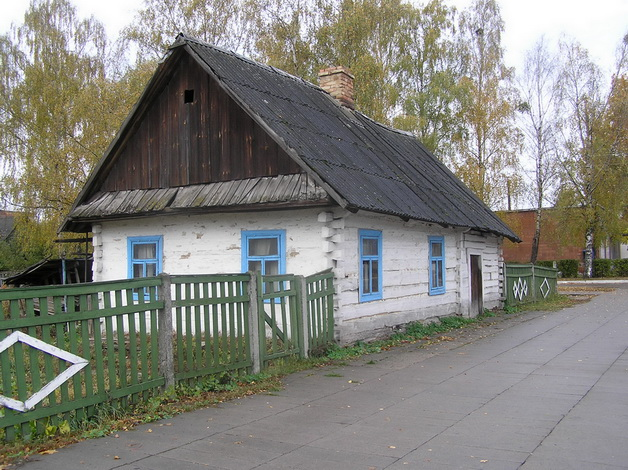
Каляна дильова хата в Малориті
- Пинськ